# شلمات (المهرة)

تعديل مصدري - تعديل

شلمات (تجمعات بدويه) هي إحدى التجمعات البدويه في عزلة الغيظة بمديرية الغيظة التابعة لمحافظة المهرة، بلغ تعداد سكانها 147 نسمة حسب تعداد اليمن لعام 2004.